# Sciophila pamirica
Sciophila pamirica är en tvåvingeart som beskrevs av Zaitzev 1981. Sciophila pamirica ingår i släktet Sciophila och familjen svampmyggor. Inga underarter finns listade i Catalogue of Life.